# 奥拉夫·埃雷迪亚
奥拉夫·埃雷迪亚（西班牙語：Olaf Heredia，1957年10月19日—），墨西哥足球运动员，司职守门员。他曾代表墨西哥国家队参加1986年国际足联世界杯，结果队伍止步八强赛。